# Artère fibulaire
L'artère fibulaire (ou artère péronière) est une artère du membre inférieur située dans la jambe.

## Origine
L'artère fibulaire est la principale branche de l'artère tibiale postérieure. Elle nait sur la face latérale de celle-ci.

### Remarque terminologique
Dans la littérature, la portion initiale de l'artère tibiale postérieure située avant la naissance de l'artère fibulaire est souvent nommée tronc tibio-péronier ou tronc tibio-fibulaire, et l'artère fibulaire est considérée comme une branche de ce tronc.
Les nomenclatures TA98 et TA2 considère que cette artère est une branche de l'artère tibiale postérieure.

## Trajet
L'artère fibulaire descend dans la loge crurale postérieure.
Elle se termine en  :
- rameau perforant de l'artère fibulaire,
- un ou plusieurs rameaux malléolaire latéraux de l'artère fibulaire.

## Branches collatérales
L'artère fibulaire vascularise par l'intermédiaire de ses rameaux musculaires le muscle soléaire, le muscle long fléchisseur des orteils, le muscle long fibulaire et le muscle court fibulaire.
Directement de l'artère ou d'une de ses branches musculaires nait l'artère nourricière de la fibula (ou du péroné) à destination du trou nourricier de la fibula.
A proximité de sa partie terminale, nait le rameau communicant de l'artère fibulaire qui s'anastomose avec l'artère tibiale postérieure.

## Branches terminales

### Rameau perforant de l'artère fibulaire
Le rameau perforant de l'artère fibulaire (ou artère péronière antérieure ou artère péronière perforante) est sa branche terminale antérieure. Elle traverse la partie inférieure de la membrane interosseuse de la jambe, descend devant celle-ci pour s'anastomoser devant l'articulation talo-crurale avec les rameaux malléolaire latéraux de l'artère fibulaire en contribuant au réseau calcanéen et au réseau malléolaire latéral.

### Rameaux malléolaire latéraux de l'artère fibulaire
Le rameau malléolaire de l'artère fibulaire (ou artère péronière postérieure) peut être unique ou multiple.
Ils descendent en arrière de la malléole latérale jusqu'à la face externe du calcanéus.
A ce niveau ils donnent les rameaux calcanéens de l'artère fibulaire.
Ils s'anastomosent avec le rameau perforant, l'artère tarsienne latérale et l'artère plantaire latérale et contribuent au réseau calcanéen.

## Anatomie fonctionnelle
L'artère fibulaire peut suppléer certaines artères de la jambe grâce aux nombreuses anastomoses qu'elle réalise.